# Talia Balsam
Talia Balsam (New York, 5 marzo 1959) è un'attrice statunitense.

## Biografia
Figlia dell'attore Martin Balsam e dell'attrice Joyce Van Patten, è nipote dell'attore Dick Van Patten e cugina dell'attore Vince Van Patten. Inizia la sua carriera verso la fine degli anni settanta. Tra i film a cui ha preso parte, da ricordare Cacciatori della notte (1979), Il pomo d'Adamo (1987), Istinto omicida (1991), Innamorarsi a Manhattan (2005), Tutti gli uomini del re (2006), The Cake Eaters - Le vie dell'amore (2007), Fa' la cosa sbagliata (2008).
Molto attiva anche sul piccolo schermo, ha partecipato alle più note serie televisive. Ha interpretato la moglie di Jack Malone (Anthony LaPaglia) in Senza traccia e Mona Sterling in Mad Men.

## Vita privata
L'attrice è nota anche per essere stata la moglie di George Clooney dal 1989 al 1993; nel 1998 ha sposato l'attore John Slattery, da cui ha avuto un figlio, Harry (1999).

## Filmografia parziale

### Cinema
- Cacciatori della notte (Sunnyside), regia di Timothy Galfas (1979)
- Mass Appeal, regia di Neil Jordan (1984)
- Striscia ragazza striscia (Crawlspace), regia di David Schmoeller (1986)
- The Supernaturals, regia di Armand Mastroianni (1986)
- The Kindred, regia di Stephen Carpenter e Jeffrey Obrow (1987)
- Il pomo di Adamo (In the Mood), regia di Phil Alden Robinson (1987)
- Investigazioni private (P.I. Private Investigations), regia di Nigel Dick (1987)
- L'originale (Trust Me), regia di Robert Houston (1989)
- Istinto omicida (Killer Instinct), regia di David Tausik (1991)
- Coldblooded, regia di Wallace Wolodarsky (1995)
- Camp Stories, regia di Herbert Beigel (1997)
- Valerie Flake, regia di John Putch (1999)
- Contratto con la morte (Emmett's Mark), regia di Keith Snyder (2002)
- Innamorarsi a Manhattan (Little Manhattan), regia di Mark Levin (2005)
- Tutti gli uomini del re (All the King's Men), regia di Steven Zaillian (2006)
- The Cake Eaters - Le vie dell'amore (The Cake Eaters), regia di Mary Stuart Masterson (2007)
- Fa' la cosa sbagliata (The Wackness), regia di Jonathan Levine (2008)
- Conviction, regia di Tony Goldwyn (2010)
- Return, regia di Liza Johnson (2011)
- Amici, amanti e... (No Strings Attached), regia di Ivan Reitman (2011)
- Choose, regia di Marcus Graves (2011)
- Don't Worry Baby, regia di Julian Branciforte (2015)
- The Girl in the Book, regia di Marya Cohn (2015)
- Little Men, regia di Ira Sachs (2016)
- South Mountain, regia di Hilary Brougher (2019)
- The Climb - La salita (The Climb), regia di Michael Angelo Covino (2019)
- Worth - Il patto (Worth), regia di Sara Colangelo (2020)
- I molti santi del New Jersey (The Many Saints of Newark), regia di Alan Taylor (2021)
- Master - La specialista (Master), regia di Mariama Diallo (2022)

### Televisione
- Happy Days – serie TV, episodi 5x01-5x02-5x03 (1977)
- Casa Keaton (Family Ties) – serie TV, episodio 2x01(1983)
- Magnum P.I. - serie TV, episodio 4x19 (1984)
- La signora in giallo (Murder, She Wrote) – serie TV, episodi 1x17-6x17 (1985-1990)
- Un salto nel buio (Tales from the Darkside) - serie TV, episodio 3x19 (1987)
- L.A. Doctors – serie TV, 7 episodi (1998-1999)
- Senza traccia (Without a Trace) – serie TV, 7 episodi (2003-2004)
- Mad Men – serie TV, 14 episodi (2007-2014)
- Homeland - Caccia alla spia (Homeland) – serie TV, 4 episodi (2012)
- Divorce – serie TV, 23 episodi (2016-2019)
- Wilderness - Fuori controllo (Wilderness), regia di So Yong Kim – miniserie TV (2023)